# 막시밀리안 2세 에마누엘 폰 바이에른 선제후
막시밀리안 2세(Maximilian II, 1662년 7월 11일 ~ 1726년 2월 26일)는 대개 막스 에마누엘(Max Emanuel) 혹은 막시밀리안 에마누엘(Maximilian Emanuel)로 알려져 있다. 그는 바이에른의 비텔스바흐 가의 지배자로서 신성로마제국의 선제후이다. 또한 스페인령 네덜란드의 마지막 총독이자 룩셈부르크 공작이었다. 유능한 군인이었지만, 그의 야망은 그를 전쟁에 끌어들였고, 한계에 이르렀으나 결국 최종적으로 열망하던 왕가의 꿈을 이루었다.
그는 뮌헨의 바이에른 선제후 페르디난트 마리아와 사보이의 헨리에테 아델하이트(Enrichetta Adelaide di Savoia, 1676년 죽음) 사이에서 태어났다. 그의 외가의 조부모는 비토리오 아메데오 1세 디 사보이아 공작과 프랑스의 마리아 크리스티나였다. 마리아 크리스티나는 프랑스의 앙리 4세와 2번째 부인인 마리 드 메디시스의 둘째딸이었다.

## 프랑스와 오스만 제국에 대한 전쟁
1679년 막시밀리안은 어린나이에 선제후직을 계승했다. 1683년 이미 그는 군사경력을 쌓기 시작했는데, 유럽에 이슬람교 세력을 확장하려고 시도하는 오스만 제국의 침략에 대항해 빈을 방어하는데 주력했다. 궁정에 돌아온 그는 1685년 7월 15일 신성로마황제 레오폴트 1세와 스페인의 마르가리타 테레사 사이에서 태어난 딸 마리아 안토니아와 결혼했다. 그의 명성은 모두가 인정했기에 1688년 투르크의 베오그라드 공방전에서 지휘를 맡았다.
대동맹 전쟁에서 그는 합스부르크 왕가 편에서 싸우며, 라인 국경을 지켰고, 황제에 의해 1692년 스페인령 네덜란드의 총독으로 임명되었다.

## 스페인령 네덜란드의 총독
그는 네덜란드에서 막시밀리안 에마누엘 왕가를 만들려는 야망을 갖게 되었다. 그러나 그해 총독에 임명되었으나 아내 마리아 안토니아는 죽었다. 1694년 1월 12일 그의 야망에 대안이라 할 수 있는 방법이 제안되었는데, 테레사 쿠네군다 소비에스카와 결혼한 것이다. 그녀는 선출된 폴란드 왕 얀 3세 소비에스키의 딸로서 몇 년 후 아버지가 사망하자 막시밀리안은 폴란드 정사(政事)에 영향력을 발휘할 잠재적 위치에 있었다.
그렇지만 막시밀리안은 서유럽에 관심을 집중했고, 테레사 쿠네군다 소비에스카 사이에서 태어난 아들인 카를 알베르트와 클레멘스 아우구스트(Klemens August)는 그의 야망의 주요 배출구였다.

막시밀리안 가계도

## 스페인 왕위 계승 전쟁
1699년 막시밀리안 에마누엘의 첫 번째 아들 요제프 페르디난트가 스페인 왕위 계승자로 지명되었으나 얼마안가 죽고 말았다. 1701년 스페인 왕위 계승 전쟁이 발발하자 그는 신성로마제국의 왕위를 합스부르크 가문이 아닌 자신의 비텔스바흐 가문으로 대체하려는 계획을 갖게 되었다. 합스부르크 가문을 상대로 그는 프랑스와 동맹을 맺었으나, 1704년 블렌하임 전투에서 비참한 패배를 당하면서 그의 계획은 좌절되었다. 뒤이어 그는 네덜란드 궁전으로 도피했으나, 그의 가족은 갈라져 아들들은 포로로 잡혀 오스트리아에서 몇 년을 보내게 되었고, 클레멘스 아우구스트는 예수회에서 데려가게 되었다. 바이에른은 오스트리아와 라인 궁중백(elector palatine)이 분할하자, 비텔스바흐의 요한 빌헬름(John William)의 지휘로 오스트리아 제국 군대에 대항해 사람들이 유혈의 봉기를 일으켰다.
막시밀리안 에마누엘은 라미예 전투(1706년 5월 23일) 이후 다시 군대를 피해 네덜란드에서 도망쳐 안전한 도피처로써 베르사이유의 프랑스 궁전으로 갔다. 1712년 동맹인 프랑스는 막시밀리안 에마누엘에게 룩셈부르크와 나무르(Namur)를 양도했다. 이 전쟁은 1713년 위트레흐트 조약으로 끝을 맺었고, 막시밀리안 에마누엘은 돌아가게 되었다. 다만 그의 가족은 1715년에 이르러 뮌헨에서 다시 만나게 되었다.

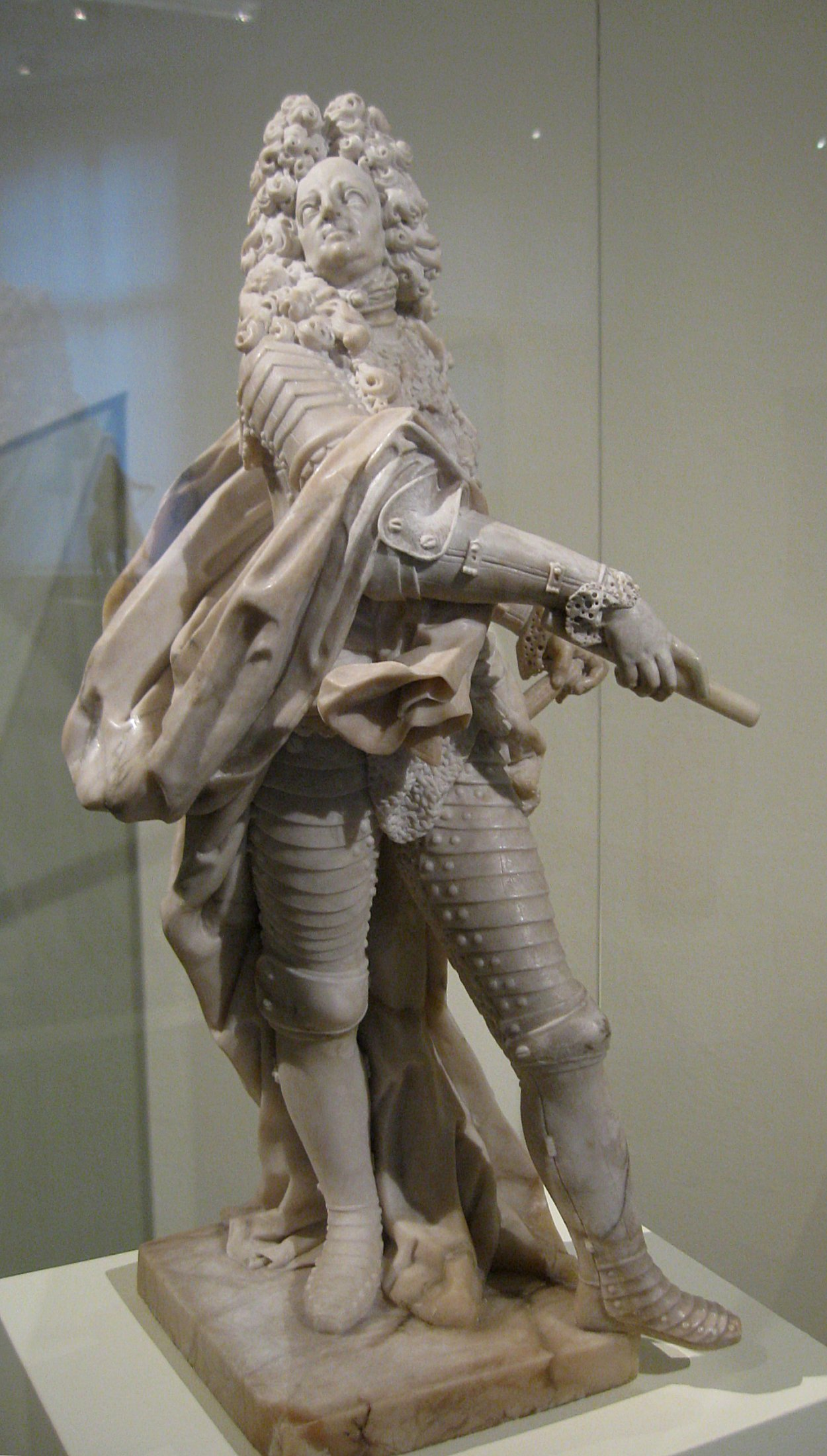
Giuseppe Volpini 작품 막시 에마누엘 (1720년작)

## 바이에른에서의 마지막 생애
바이에른으로 돌아온 막시밀리안 에마누엘은 그의 정치적 야망의 실패를 수많은 건설계획에 많은 에너지를 퍼부으면서 보상하려고 했다. 그것은 고통스럽게 그가 목격한 왕가의 품격을 높인 독일 공 아우구스트 2세 강건왕(1697년), 프로이센의 프리드리히 1세(1701년), 하노버의 게오르그 1세(1714년)를 보면서 자신의 정치적 꿈이 아직 끝나지 않았다는 것을 파악했던 것이다.
막시밀리안 에마누엘은 투르크를 상대로 합스부르크 왕가가 새로운 전쟁을 일으킬 때 바이에른의 예비 군대로써 유지하게 되었다(1717년).
1724년 그는 자신의 가문의 영향력을 증가시켜 모든 비텔스바흐 가 세력의 연합을 만들었다. 비텔스바흐 선제후는 막시밀리안 자신과 그의 아들 쾰른의 클레멘스 아우구스트, 팔츠 선제후 카를 3세 필리프(Charles III Philip, Elector Palatine), 트리어의 프란츠 루드비히(Franz Ludwig of Trier)였고, 이들은 다음 황제선거에서 4표를 행사할 수 있게 되었다. 신성로마제국의 왕위는 그렇게 열망하던 막시밀리안 혹은 그의 아들 카를 알베르트 둘 중 하나가 될 예정이었다. 1722년 이미 카를 알베르트는 합스부르크 공주인 마리아 아말리아와 결혼한 상태였다.
1726년 막시밀리안 에마누엘은 하일리겐게오르크(Georgsorden)를 바이에른 왕실 가문의 왕가 훈장을 만들었다.
막시밀리안 에마누엘은 뮌헨의 테아티너 교회(Theatinerkirche)의 지하실에 매장되었다.

## 문화적 유산

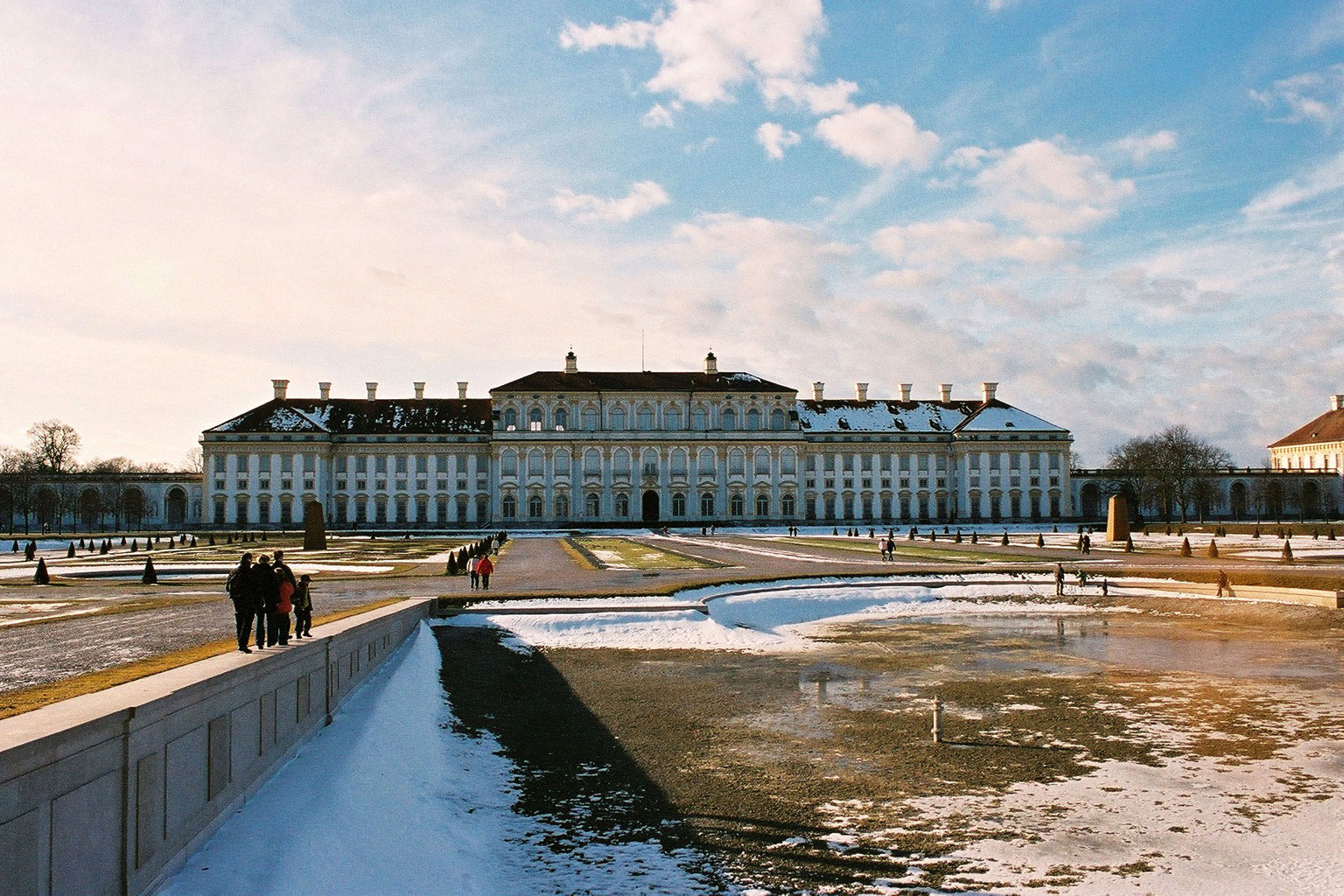
새 궁전인 슐레이스하임

막시밀리안 2세 에마누엘의 치세 기간 그는 예술을 후원했다. 스페인령 네덜란드의 총독으로 있을 때 네덜란드와 플랑드르의 수많은 그림들이 비텔스바흐 왕가의 수집품이 되었다.
막시밀리안 에마누엘 치세 전반기는 그의 모계였던 이탈리아 궁전 예술가인 엔리코 추칼리(Enrico Zuccalli)와 조반니 안토니오 비스카르디(Giovanni Antonio Viscardi)가 조용히 지배했다. 막시밀리안은 1715년 프랑스에서 문화적 영향을 두드러지게 받아 돌아온 뒤 바이에른 로코코 시대를 발생시켜, 요제프 에프너(Joseph Effner)를 궁전 건축 감독관으로 임명했고, 젊은 프랑수아 드 쿠빌리에(François de Cuvilliés)를 그의 조수로 삼아 함께 일하게 했다.
님펜부르크 궁전(Nymphenburg Palace)은 그의 치세기간 확장했으나, 또한 새로운 슐레이스하임 궁전(Schleissheim Palace)이 건설되었다. 이 궁전은 수로의 연결망과도 연결되어 있는데, 이것은 그가 네덜란드에서 본 것을 토대로 만든 것이다.

## 계승자
신성로마제국 황제 레오폴트 1세와 마르가레타 테레사의 딸 오스트리아의 마리아 안토니아와 첫 번째 결혼을 했다.
| 사진 | 이름                               | 생일             | 사망                | 기타                 |
| ---- | ---------------------------------- | ---------------- | ------------------- | -------------------- |
|      | 레오폴트 페르디난트                | 1689년 5월 22일  | 1689년 5월 22일     | 요절.                |
|      | 안톤                               | 1690년 11월 19일 | 1690년 11월 19일    | 요절                 |
|      | 요제프 페르디난트 폰 바이에른 공작 | 1692년 10월 28일 | 1699년 2월 6일(6세) | 스페인 왕세자. 요절. |

얀 3세 소비에스키의 딸 폴란드의 테레사 쿠네군다 소비에스카와 두 번째 결혼을 했다.
| 사진 | 이름                             | 생일            | 사망                  | 기타                                                  |
| ---- | -------------------------------- | --------------- | --------------------- | ----------------------------------------------------- |
|      | 사산아                           | 1695년          | 1695년                | 요절                                                  |
|      | 마리아 안나 카롤린               | 1696년 8월 4일  | 1750년 10월 9일(54세) | 1720년 수녀가 됨                                      |
|      | 카를 7세                         | 1697년 8월 6일  | 1745년 1월 20일       | 신성로마제국 황제, 바이에른 후임 선제후               |
|      | 필리프 모리츠 마리아 폰 바이에른 | 1698년 8월 5일  | 1719년 3월 12일       | 뮌스터와 파더보른의 선출된 주교                       |
|      | 페르디난트 마리아 폰 바이에른    | 1699년 8월 5일  | 1738년 12월 9일(39세) | 제국 장군                                             |
|      | 클레멘스 아우구스트              | 1700년 8월 17일 | 1761년 2월 6일(60세)  | 튜튼 기사단의 그랜드 마스터                           |
|      | 빌헬름                           | 1701년          | 1704년                | 요절                                                  |
|      | 알로이스 요한 아돌프             | 1702년          | 1705년                | 요절                                                  |
|      | 요한 테오도르                    | 1703년          | 1763년                | 추기경, 리에주와 프라이징, 레겐스부르크 공작이자 주교 |
|      | 막시밀리안 요한 토마스           | 1704년          | 1709년                | 요절                                                  |

## 참고 자료
- Ludwig Hüttl: Max Emanuel. Der Blaue Kurfürst 1679-1726. Eine politische Biographie. Munich: Süddeutscher Verlag, 1976. ISBN 3-7991-5863-4(독일어)
- Christian Probst: Lieber bayrisch sterben. Der bayrische Volksaufstand der Jahre 1705 und 1706. Munich: Süddeutscher Verlag, 1978. ISBN 3-7991-5970-3(독일어)
- Marcus Junkelmann: Kurfürst Max Emanuel von Bayern als Feldherr. Munich: Herbert Utz Verlag, 2000. ISBN 3-89675-731-8(독일어)